# Richtersia norvegica
Richtersia norvegica är en rundmaskart. Richtersia norvegica ingår i släktet Richtersia och familjen Richtersiidae. Inga underarter finns listade i Catalogue of Life.